# Tokagypt 58
Tokagypt 58 je samonabíjecí pistole zkonstruovaná v Egyptě a vyráběná v Maďarsku.

## Historie
Za vznikem této egyptské pistole stála snadná dostupnost náboje ráže 9 mm Parabellum. Zbraň představuje v podstatě kopii sovětské pistole Tokarev TT-33, upravenou pro použití náboje ráže 9 mm Parabellum. Kopie je v tomto případě správný název, neboť kromě rukojeti a povrchové úpravy se od svého vzoru po konstrukční stránce moc neliší (odtud ten hybridní název pistole, Tokagypt).

## Služba
Ačkoliv byla pistole navržena pro potřeby egyptské armády, nakonec ji armáda odmítla. Zbraň ale zaujala egyptskou policii, kde se tato pistole ještě dodnes v pár kusech používá. Několik kusů se dostalo do rukou obchodních společností v západní Evropě.

## Konstrukce
Překalibrování hlavně na náboj 9 mm Parabellum přineslo zlepšení výkonu zbraně. Tělo zbraně je vyhotoveno z oceli, obsahuje zásobník na 7 nábojů. Zbraň používá systém s krátkým zákluzem s poklesem hlavně.